# ボチャロフ・ルチェイ

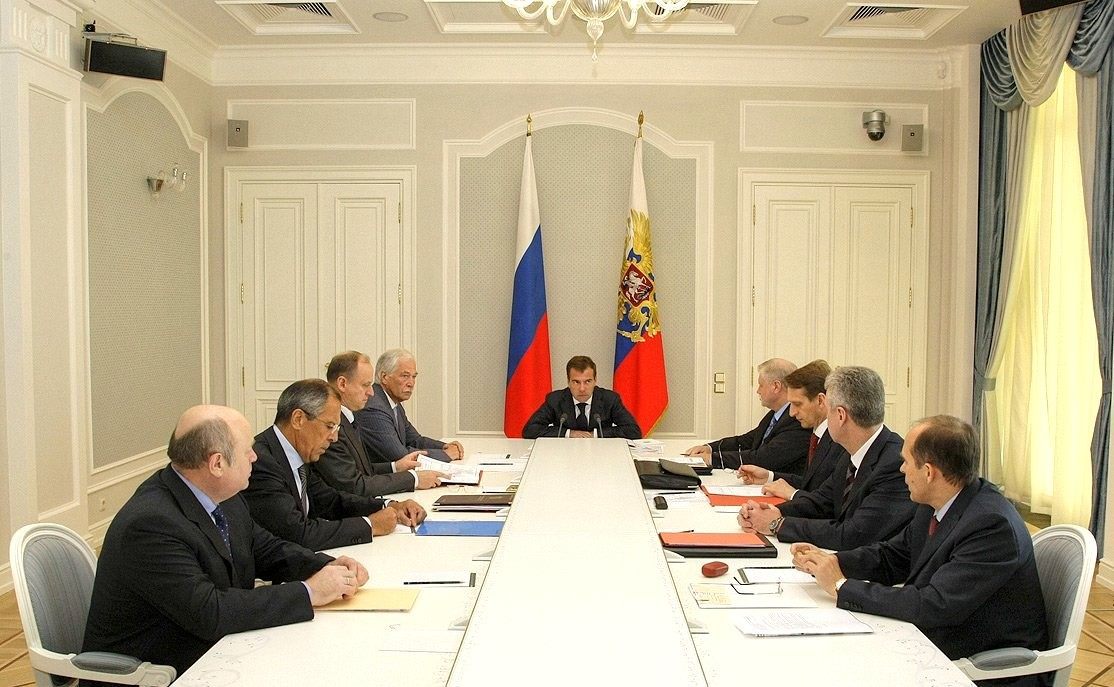
安全保障会議中のドミートリー・メドヴェージェフ大統領（2009年）

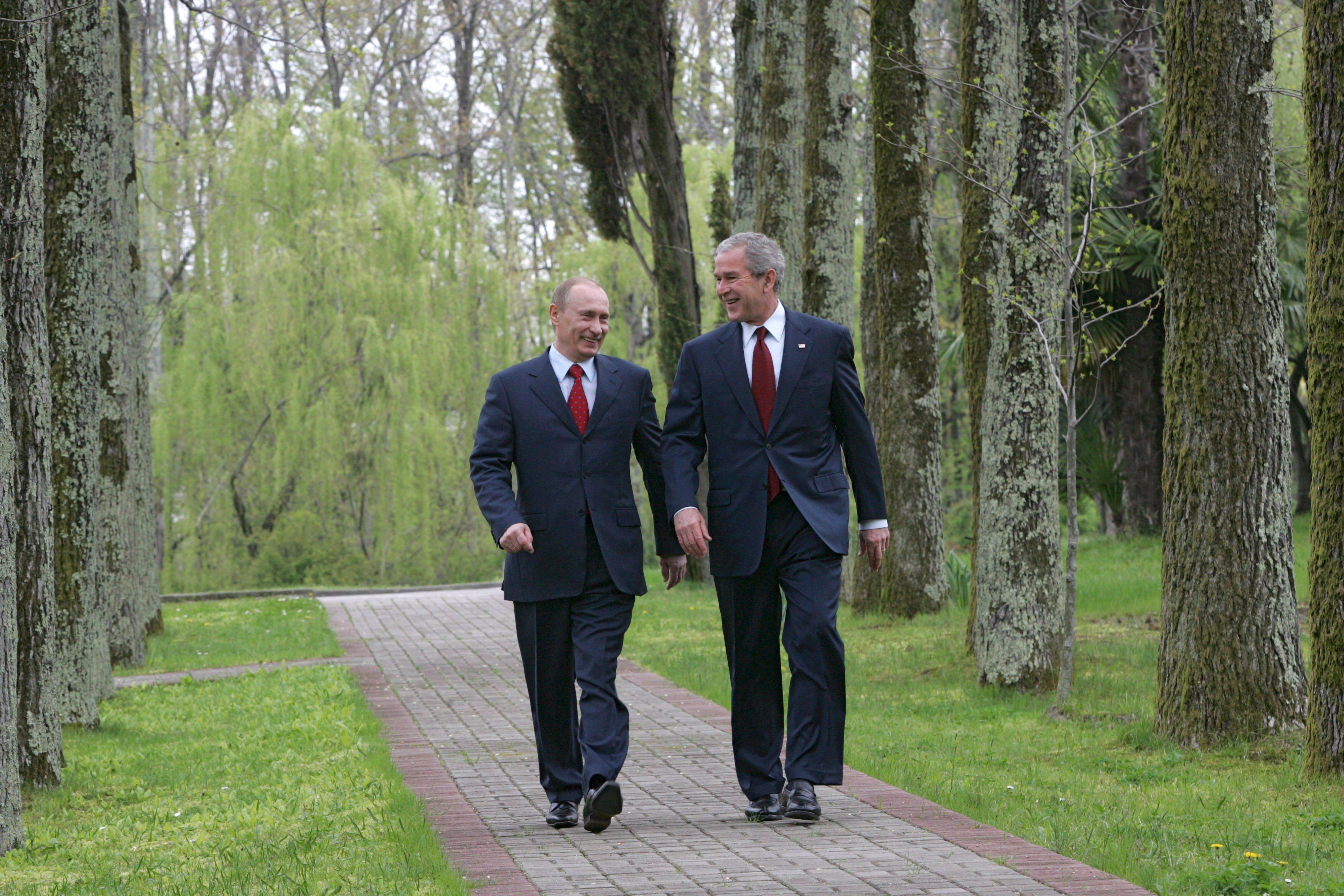
会談中のウラジーミル・プーチンとジョージ・W・ブッシュ両大統領（2008年）

ボチャロフ・ルチェイ（ロシア語: Бочаров Ручей、英語: Bocharov Ruchey）はロシア連邦大統領の公邸・ダーチャ（別荘）で、ロシア共和国クラスノダール地方ソチ市中央ラヨン新ソチ小区にある同名の森林公園内の渓谷にある。ダーチャの名前は、近くを流れる小さな川から付けられたもので、地元の人々は「ボチャロフ小川」と呼んでいた。

## 歴史
ボチャロフ・ルチェイのダーチャの建設は、1934年に軍事・海軍人民委員クリメント・ヴォロシーロフの発案で始まった。ミロン・ハザーノフが設計者に任命された。戦後の1955年、建築家ヴァシーリー・エゴロヴィチ・シャシュコフの指揮の下で、再建された。農学者であり装飾家でもあるS.I.ヴェンチャゴフの指揮の下、敷地内の造園が行われた。
1938年10月22日、ソビエト連邦元帥ヴァシーリー・ブリュヘルは、ボチャロフ小川にあるヴォロシーロフのダーチャで逮捕された。
1960年以降、ソ連の最高指導者たち（ニキータ・フルシチョフ、レオニード・ブレジネフ、ミハイル・スースロフ）がここで休暇を過ごしている。社会主義陣営諸国の指導者たちもここで休暇を過ごしている。ダーチャの最も著名なゲストの一人は、ユーゴスラビアのヨシップ・ブロズ・チトーであった。ロシア連邦のすべての大統領がここで歓迎を受けた歴史がある。

## 現在
1991年以降、ボチャロフ・ルチェイは黒海にある唯一のロシア政府のダーチャとなり、ロシア大統領の公邸となった。
2008年4月6日、ウラジーミル・プーチンとジョージ・W・ブッシュ両大統領としての最後の会談を、プーチン大統領のこの公邸で行った。2009年8月14日には、ロシアのメドベージェフ大統領とドイツのアンゲラ・メルケル首相がここで非公式会談を行った。
邸宅にはマリーナとヘリポート[3]が作られて、周囲はフェンスで囲まれている。
『プロエクト』誌（2020年）によると、別の大統領公邸であるノボ・オガリョヴォの大統領執務室のレプリカが、ここで建設された。